# Conlie

Conlie este o comună în departamentul Sarthe, Franța. În 2009 avea o populație de 1,844 de locuitori.